# Ostrovnoï
Ostrovnoï (en russe : Островной) est une ville fermée de l'oblast de Mourmansk, en Russie. Sa population s'élevait à 1 784 habitants en 2019.

## Géographie
Ostrovnoï est située sur la côte nord-est de la péninsule de Kola, baignée par la mer de Barents, à 12 km de la rivière Iokanga et à l'ouest du cap Sviatoï. Ostrovnoï se trouve dans une région particulièrement isolée sans route ni voie ferrée, à 360 km au sud-est de Mourmansk et à 430 km au nord d'Arkhangelsk.

## Histoire
La première mention d'une localité, nommée Iokanga, remonte au XVIe siècle. Une base navale y est aménagée à partir de 1938, sous le nom de « Gremikha ». C'est l'un des seuls ports de la péninsule de Kola à ne pas être pris par les glaces en hiver. Gremikha reçut le statut de commune urbaine en 1957. En 1981, elle accéda au statut de ville sous le nom de Mourmansk-140 (Му́рманск-140). Les années 1960 et 1970 furent une période d’expansion en raison de l'essor de la Flotte du Nord. Mais après la dislocation de l'Union soviétique, la réduction du budget de la marine russe conduisit à une baisse sensible de l'activité de la base navale et donc de la ville, qui est rebaptisée Ostrovnoï (du mot « ostrov » qui veut dire « île » en russe) en 1992.

## Population
Recensements (*) ou estimations de la population
| 1959* | 1970* | 1979* | 1989* | 2002* | 2010* | 2012  |
| ----- | ----- | ----- | ----- | ----- | ----- | ----- |
| 3 342 | 6 956 | 9 338 | ?     | 5 032 | 2 171 | 2 075 |

| 2013  | 2014  | 2015  | 2016  | 2017  | 2018  | 2019  |
| ----- | ----- | ----- | ----- | ----- | ----- | ----- |
| 2 073 | 2 038 | 2 065 | 1 960 | 1 876 | 1 847 | 1 784 |